# Witalij Osadca
Witalij Osadca (ukr. Віталій Осадца, ur. 23 września 1987 w Tarnopolu) – ukraiński siatkarz i trener siatkarski, reprezentant Ukrainy, grający na pozycji rozgrywającego.

## Sukcesy klubowe
Liga ukraińska:
- 2017
- 2011
- 2013, 2014

Liga białoruska
- 2015